# Teoria dârelor chimice

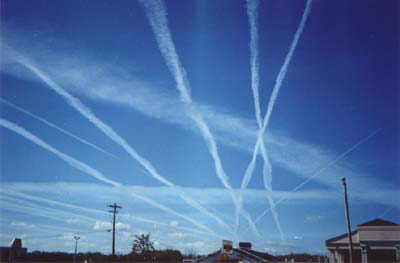
Mai multe urme lăsate de aeronave

Teoria  dârelor chimice (după en. chemtrail, chemical trail) susține că unele dâre ce par a fi dâre de condens lăsate de aeronave militare și civile, dar mult mai persistente decât în mod normal, conțin agenți chimici sau biologici pulverizați în mod deliberat la altitudini mari, în scopuri care nu trebuiesc divulgate publicului larg, în cadrul unor programe clandestine conduse de către oficialii guvernamentali. O versiune populară a acestei teorii susține că unele avioane militare și civile pulverizează elemente chimice, în special aluminiu și bariu, ca o metodă a geoingineriei, în scopuri precum întârzierea încălzirii globale. Această teorie nu este acceptată de către comunitatea științifică, care susține că acestea sunt doar dâre normale de condens lăsate de motoarele aeronavelor și că nu există dovezi științifice care să susțină această teorie.